# Vrouwe- en Antonie Gasthuys
Het Vrouwe- en Antonie Gasthuys is een Haarlems hofje, het hofje is te vinden aan het Klein Heiligland te Haarlem. Het hofje is een samenvoeging van twee gasthuizen, een plek waar reizigers één of meerdere nachten konden overnachten. Van gasthuizen werd vooral gebruikgemaakt door pelgrims, daarom werd het stichten van een gasthuis gezien als een goede daad.

## Geschiedenis
In 1440 werden het Onze Lieve Vrouwe Gasthuis en het Antoniegasthuis gesticht als gasthuizen. Het eerst genoemde gasthuis bevond zich naast de Bakenesserkerk. Het tweede gasthuis bevond zich net buiten de oude Schalkwijkerpoort in de Burgwal. In 1726 fuseerden de twee gasthuizen en gingen verder onder de naam Vrouwe- en Antoniegasthuis.
In 1787 veranderde de functie van de stichting van een gasthuis in een hofje. Dit viel samen met de verhuizing naar de locatie aan het Klein Heiligland. Deze locatie werd voorheen in het zelfde pand betrokken door het Teylershof. Het Teylershof was namelijk verplaatst naar een nieuwe locatie aan Spaarne en de Koudehorn in Haarlem.

## Gebouw
Het Vrouwe- en Antonie Gasthuys bestaat uit een hoofdgebouw uit 1648 en twee zijvleugels uit 1730. De muur aan het Klein Heiligland is van 1787. Boven de hoofdingang is het wapenschild van de 17de-eeuwse eigenaar te zien, de Haarlemse zeepzieder Pieter Joost Bogaert.
Sinds 27 november 1969 betreft het hofje een rijksmonument.